# Brendan Benson
Brendan Benson (Royal Oak, 14 novembre 1970) è un musicista e cantautore statunitense.
Ha realizzato cinque album da solista, ed è anche membro della band The Raconteurs, dove è coautore di musica e testi.
Il suo album di esordio è One Mississippi, che esce nel 1996 per la Virgin Records. L'album è accolto con molto entusiasmo dalla critica ma non vende abbastanza da evitare a Brendan di essere allontanato dalla Virgin. In questo periodo gira per gli Stati Uniti con la prima formazione dei The Well Fed Boys, con i quali arriva anche in Giappone e in Europa prima di sciogliersi nel 1997.
Dopo sei anni, nel 2002 esce il secondo disco, Lapalco, che è di nuovo accolto molto bene dalla critica, ma stavolta convince anche il pubblico, che premia il lavoro con un buon successo di vendite. Questo è anche l'anno in cui incontra Jack White, cantautore della band The White Stripes, con il quale oltre a esibirsi in qualche apparizione dal vivo, inizierà anche una collaborazione artistica molto importante nella band The Raconteurs.
Nel 2005 esce il terzo album, The Alternative to Love, e il tour che lo segue passa anche dall'Europa con la sua nuova band live The Stiff Tissues. Spit it Out è il primo singolo e arriva al numero 75 nel Regno Unito. Altri due singoli estratti dall'album saranno Cold Hands Warm Heart (che apparirà in molti spot e show per la TV) e What I'm Looking For. L'album si piazza al numero 70 nella classifica del Regno Unito.
Nel 2006 esce Broken Boy Soldiers, il primo disco dei The Raconteurs, che vede Brendan alla voce e alla chitarra (oltre alla scrittura di musica e testi) insieme a Jack White (altra voce e chitarra) con l'aggiunta di due membri dei The Greenhornes, ovvero Jack Lawrence al basso e Patrick Keeler alla batteria. Il primo singolo del disco è Steady, As She Goes, il cui video è girato da Jim Jarmusch. Il secondo album della band esce nel 2008, con il titolo Consolers of the Lonely.
My Old, Familiar Friend, il suo quarto album solita, esce il 18 agosto del 2009 ed è prodotto da Gil Norton.
L'ultimo album è What Kind Of World uscito il 21 aprile del 2012, in coincidenza con il secondo compleanno del figlio. L'album è stato pubblicato, negli Stati Uniti, dalla Readymade Records, di cui è proprietario, mentre in Europa è stato distribuito dall'etichetta Indipendente britannica Lojinx.
Il 22 gennaio esce un nuovo singolo Swimming.

## Strumentazione
- 1959 Guild Aristocrat
- 1965 Epiphone Casino
- Fender Telecaster
- James Trussart SteelCaster
- Gibson Flying V
- Gibson Country and Western
- 1963 Vox AC30

## Discografia
- One Mississippi (1996)
- Lapalco (2002)
- The Alternative to Love (2005)
- Broken Boy Soldiers (The Raconteurs) (2006)
- Consolers of the Lonely (The Raconteurs) (2008)
- My Old, Familiar Friend (2009)
- What Kind of World (2012)
- You Were Right (2013)
- Dear Life (2020)
- Low Key (2022)